# Oxalis dillenii
Oxalis dillenii Jacq., 1794 è una pianta erbacea perenne appartenente alla famiglia delle Oxalidacee.

## Distribuzione e habitat
La specie è originaria del Nord America.